# Pablo San Segundo Carrillo
Pablo San Segundo Carrillo (Madrid, 9 de febrer de 1970), és un jugador d'escacs madrileny, que té el títol de Gran Mestre Internacional des del 1995. És també Professor Titular d'Universitat a l'Escola Tècnica Superior d'Enginyeria i Disseny Industrial (Universitat Politècnica de Madrid).

## Carrera escaquística
San Segundo es va iniciar en els escacs al costat del seu germà Carlos acudint sovint a jugar al Club d'Escacs Moratalaz. Amb l'equip d'aquest club va aconseguir dues lligues de Madrid.
Va tenir uns excel·lents resultats nacionals en la seva etapa juvenil. El 1986 es va proclamar campió d'Espanya juvenil i va ser subcampió dos anys més tard, el 1988. Va aconseguir el títol de Mestre Internacional d'escacs el 1990 i el de Gran Mestre Internacional el 1995.
De sòlid estil posicional, entre el seu repertori d'obertures hi ha el gambit de dama, la defensa siciliana i la defensa semieslava.

### Campionats d'Espanya
San Segundo va guanyar el Campionat d'Espanya d'escacs a Torrelavega el 1997, superant el GM Jordi Magem. El 2007 hi acabà 4t en perdre davant el GM Ibraguim Khamrakúlov en la lluita pel tercer i quart lloc.

### Competicions oficials internacionals
Pablo San Segundo ha participat en set Olimpíades d'escacs representant Espanya, amb uns resultats globals de 26/48 (+9 =34 -5). Els seus resultats detallats són:
- Moscou 1994: Quart tauler, 18è per equips, 6/10 (+3 =6 -1)
- Erevan 1996: Primer reserva, 6è per equips, 2/4 (+0 =4 -0)
- Elistà 1998: Primer reserva, 29è per equips, 5.5/9 (+2 =7 -0)
- Bled 2002: Quart tauler, 19è per equips, 2/6 (+0 =4 -2)
- Calvià 2004: Primer tauler d'Espanya B, 44è per equips, 5.5/11 (+1 =9 -1)
- Torí 2006: Primer reserva, 10è per equips, 5/8 (+3 =4 -1)
- Dresden 2008: Primer reserva, 10è per equips, 5/8 (+3 =4 -1)

També ha representat Espanya en el Campionat d'Europa d'escacs per equips en quatre ocasions, amb uns resultats globals de 14/26 (+9 =10 -7). Els seus resultats han estat:
- Pula 1997: Tercer tauler, 20è per equips, 3.5/7 (+3 =1 -3)
- Lleó 2001: Quart tauler, 7º per equips, 2.5/6 (+1 =3 -2)
- Plòvdiv 2003: Primer reserva, 7è per equips, 3.5/6 (+2 =3 -1)
- Göteborg 2005: Segon tauler, 22è per equips, 4.5/7 (+3 =3 -1)

## Tornejos internacionals
El 1992 va guanyar la medalla d'argent al Campionat del Món Universitari celebrat a Anvers, fita que repetiria el 1996 a León.
En 1995 va ser quart (amb 4.5/9) al Torneig Magistral de Madrid, el vencedor va ser Víktor Kortxnoi. El 1997 i 1999 va vèncer el Memorial Sergio Guillén de Vallecas, Madrid. En 1998 va ser de nou quart al Torneig Magistral de Madrid (5/9), el vencedor va ser Viswanathan Anand. El 2002 va vèncer a l'Open Internacional "Ciutat de Sant Sebastià".

## Partides notables
- Ievgueni Baréiev-Pablo San Segundo, Madrid, 1994, gambit de dama (D44) 1.d4 d5 2.c4 c6 3.Cf3 Cf6 4.Cc3 e6 5.Bg5 dxc4 6.e4 b5 7.e5 h6 8.Ah4 g5 9.Cxg5 hxg5 10.Axg5 Cbd7 11.g3 Tg8 12.h4 Txg5 13.hxg5 Cd5 14.g6 fxg6 15.Dg4 De7 16.Dxg6+ Df7 17.Dxf7+ Rxf7 18.Ag2 Cxc3 19.bxc3 Tb8 20.f4 b4 21.Rd2 a5 22.Axc6 Cb6 23.g4 Ab7 24.Axb7 Txb7 25.Th7+ Ag7 26.f5 Cd5 27.f6 bxc3+ 28.Rc1 Cxf6 29.exf6 Rxf6 30.Rc2 Rg6 31.Txg7+ Txg7 32.Rxc3 Tf7 33.Te1 Tf2 34.a4 Ta2 35.Txe6+ Rf7 36.Te1 Txa4 37.d5 Ta3+ 38.Rxc4 Ta4+ 39.Rc5 Txg4 40.d6 Tg3 41.d7 Td3 42.Rc6 Tc3+ 43.Rd6 Td3+ 44.Rc7 Tc3+ 45.Rd8 a4 46.Te7+ 1/2-1/2
- Judit Polgár-Pablo San Segundo, Madrid, 1995, defensa siciliana (B40) 1.e4 c5 2.Cf3 e6 3.d4 cxd4 4.Cxd4 Cf6 5.Cc3 Cc6 6.Cxc6 bxc6 7.e5 Cd5 8.Ce4 Aa6 9.c4 Ab4+ 10.Ad2 Dh4 11.g4 Ce3 12.Da4 Axd2+ 13.Rxd2 Cxg4 14.Dxa6 Cxe5 15.Cc3 Dxf2+ 16.Ae2 Tb8 17.b3 Cf3+ 18.Rc2 Cd4+ 19.Rd3 Cf5 20.Tad1 O-O 21.Thf1 Dc5 22.Tf3 d5 23.Rc2 Ce3+ 24.Txe3 Dxe3 25.Dxc6 d4 26.Td3 Df2 27.Dc5 e5 28.Dxa7 De1 29.Ad1 Ta8 30.Dc5 dxc3 31.a4 e4 32.Td7 e3 33.Ah5 Da1 0-1

## Activitat fora dels escacs
És soci fundador en 2012 de la startup Biicode S.L. juntament amb altres professors de la Universitat Politècnica de Madrid. És propietari, a més, de diversos algorismes de reconegut èxit en optimització combinatòria (BBMC y PASS) y de la llibreria BITSCAN per a manipulació eficient de cadenes de bits. En aquest camp hi desenvolupa la seva activitat investigadora.